# Salix repens
Salix repens es una especie de sauce perteneciente a la familia de las salicáceas. Se encuentra en  Eurasia.

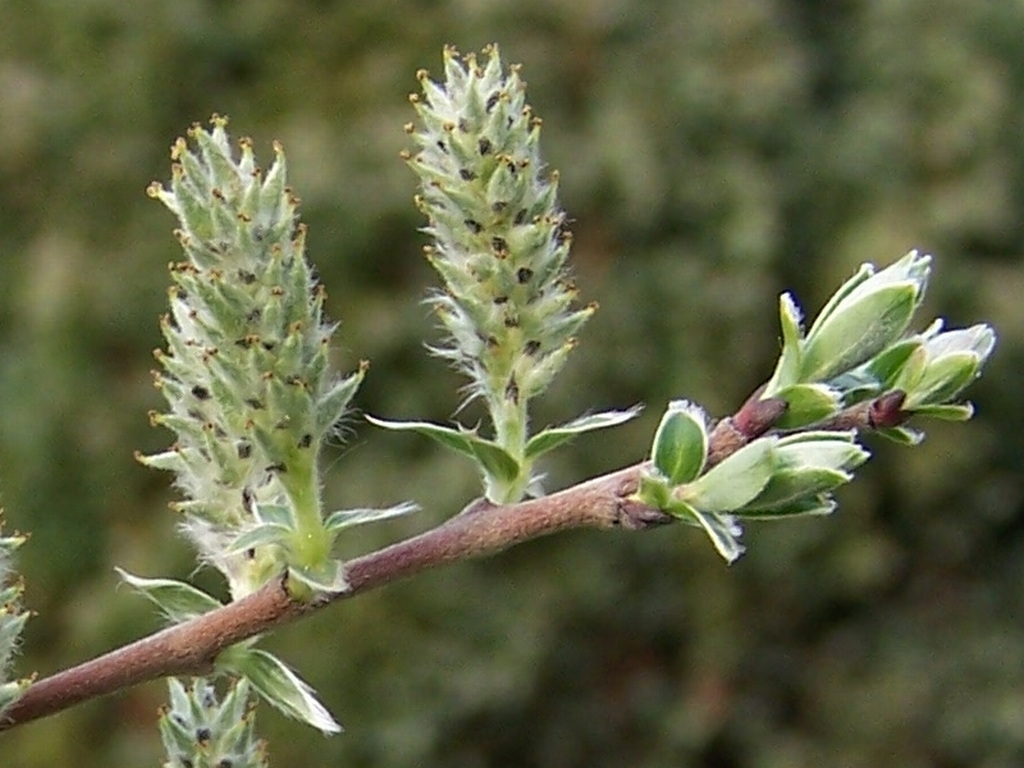
Detalle de los amentos

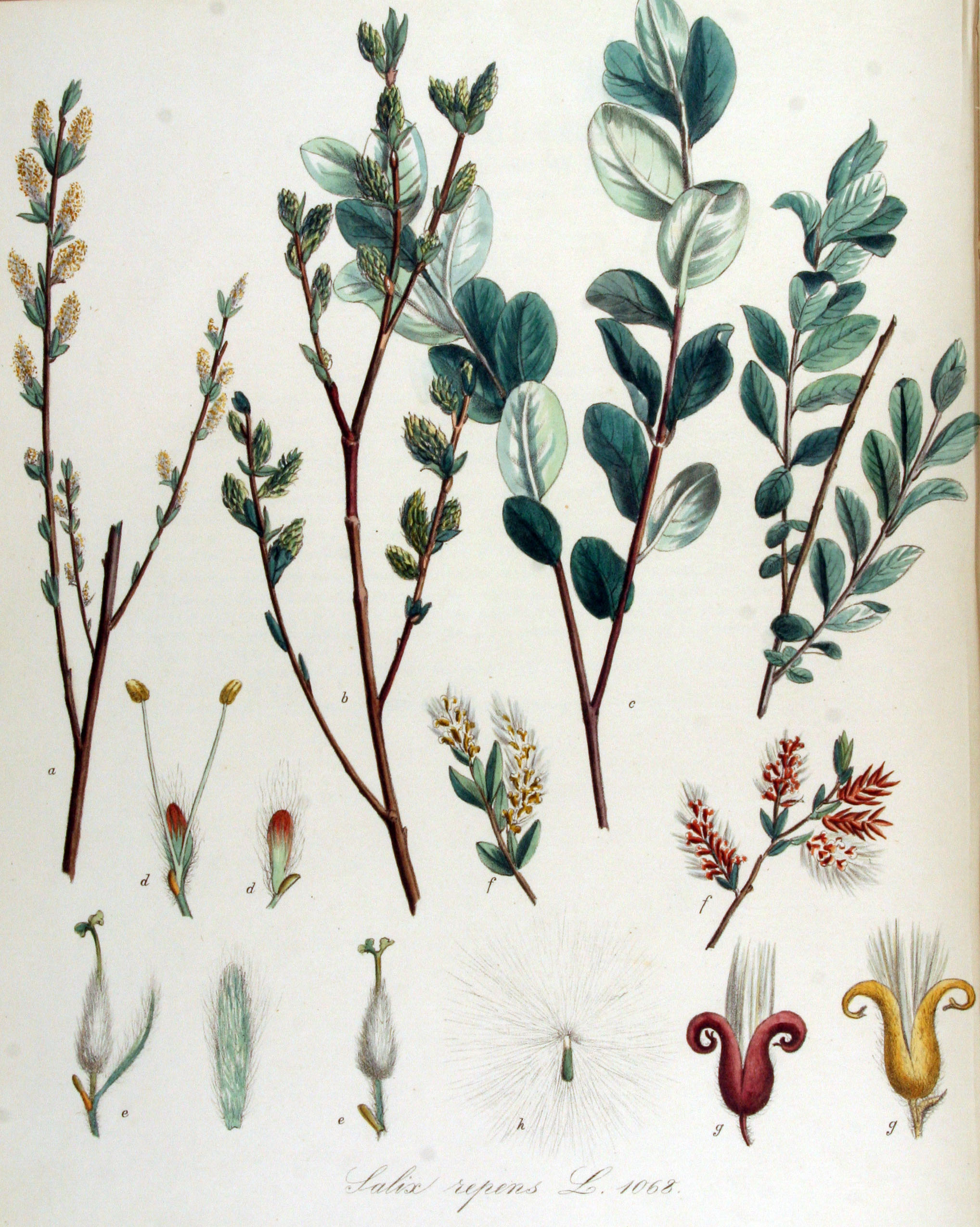
Ilustración

## Descripción
Es un arbusto rastrero que alcanza un tamaño de 1 m de altura. Los tallos tendidos, decumbentes, radicantes y con ramas erectas, al principio tomentosas, luego glabrescentes o glabras, las adultas glabras, castaño-rojizas, pardo-grisáceas o negras; corteza de los viejos tallos algunas veces se exfolia. Hojas alternas y a veces opuestas en la base de las ramas, hasta 2 × 1(1,5) cm, oblongo-transovadas, elípticas, lanceoladas, transovado-lanceoladas, ápice agudo recurvado, raramente obtuso, base redondeada, margen revoluto, con pocos dientes o entero; glabras, glabrescentes a veces pubescentes, de color verde obscuro oliváceo por el haz, pubescentes con pelos adpresos y seríceos, pero a veces glabrescentes o hasta completamente glabras y glaucas por el envés; pecíolo de menos de 0,5 cm, peloso, con base ensanchada; estípulas reducidas a glándulas o pocas veces presentes, lanceoladas. Amentos 3 × 1 cm, alternos, pocas veces opuestos, coetáneos o subcoetáneos, laterales, a veces subterminales, por rareza sésiles, o bien sobre pedúnculos cortos con brácteas foliáceas; brácteas florales transovadas, oblongas, lanceoladas, con ápice obtuso o emarginado, normalmente más obscuro, aunque muchas veces toda ella uniformemente obscura, con largos pelos. Flores masculinas con estambres de filamentos libres, pelosos, a veces glabros; las femeninas con pistilo pubescente, glabrescente y hasta glabro, sobre un largo pedicelo, estilo corto y estigmas bífidos o mazudos.

## Hábitat
Se encuentra en zonas de arenas sueltas, en las dunas costeras, prados húmedos y a orillas de los pantanos; a una altitud de 0-1500 metros en el norte, oeste y centro de Europa, este y centro de Asia.

## Taxonomía
Salix repens fue descrita por Carlos Linneo y publicado en Species Plantarum 2: 1020, en el año 1753.
Etimología
Salix: nombre genérico latino para el sauce, sus ramas y madera.
repens: epíteto latino que significa "rastrero".
Citología
Tiene un número de cromosomas de: 2n = 38.
Sinonimia
- Salix argentea Sm.
- Salix microphylla Schleich.
- Salix repens subsp. argentea (Sm.) A. Neumann & Rech. fil.
- Salix repens var. angustifolia Gren. & Godr.
- Salix repens var. argentea (Sm.) Wimm. & Grab.
- Salix repens var. fusca W.D.J. Koch
- Salix repens var. microphylla (Schleich.) C. Vicioso[6]

## Nombre común
- Castellano: salgueiro rastrero.[6]